# Udludning
Udludning er den proces hvorved en opløsning bliver adskilt eller udvundet fra sit bærestof ved hjælp af et opløsningsmiddel.
Udludning er en naturligt forekommende proces, som videnskabsfolk har tilpasset til en lang række anvendelser. Specifikke udvindingsmetoder afhænger af opløsningens egenskaber i forhold til adsorbentmaterialet hvad angår koncentration, fordeling, natur og størrelse. Udludning kan ske naturligt i eksempelvis plantesubstanser (uorganiske og organiske), udludning i muld og i nedbrydningen af organiske materialer. Udludning kan også anvendes til at forbedre vandkvalitet og fjerne forurening, såvel som for at fjerne farlige affaldsprodukter såsom flyveaske, eller sjældne jordarter.